# 能登島

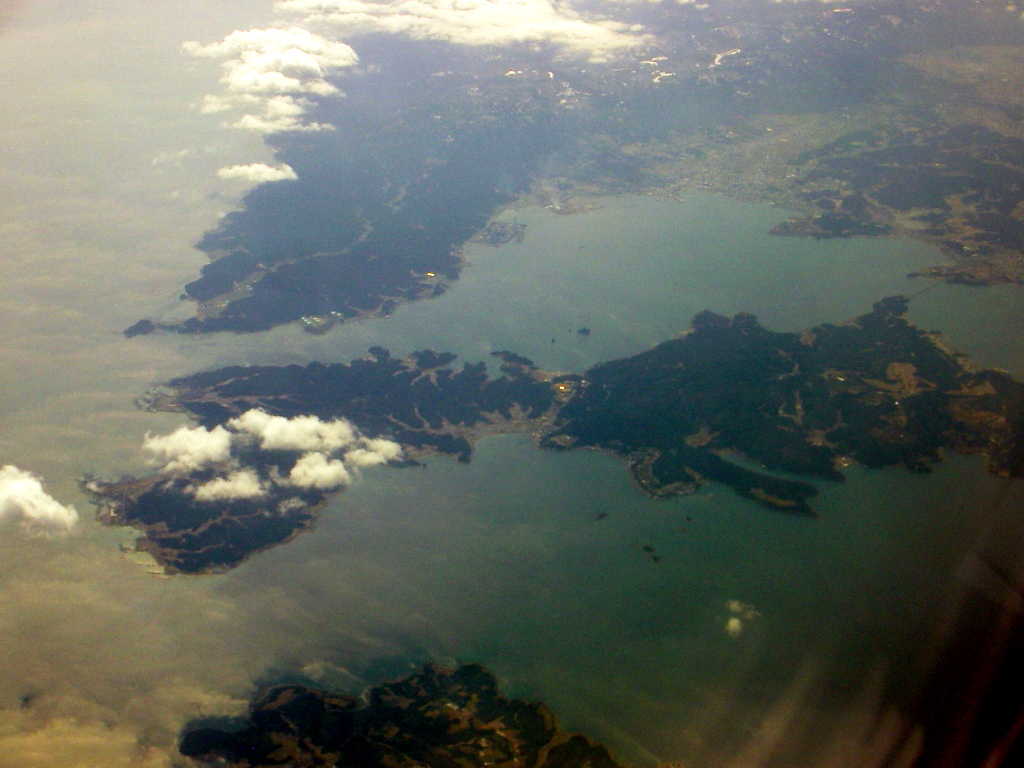
空中鳥瞰能登島

能登島（日语：／ Notojima */?）是石川縣七尾市七尾湾內的一個島。面積46.78km²。周長71.9km。在政區上過去屬能登島町，2004年10月1日合併為七尾市的一部份。也是能登半島国定公園的一部分。